# 里昂總站酒店

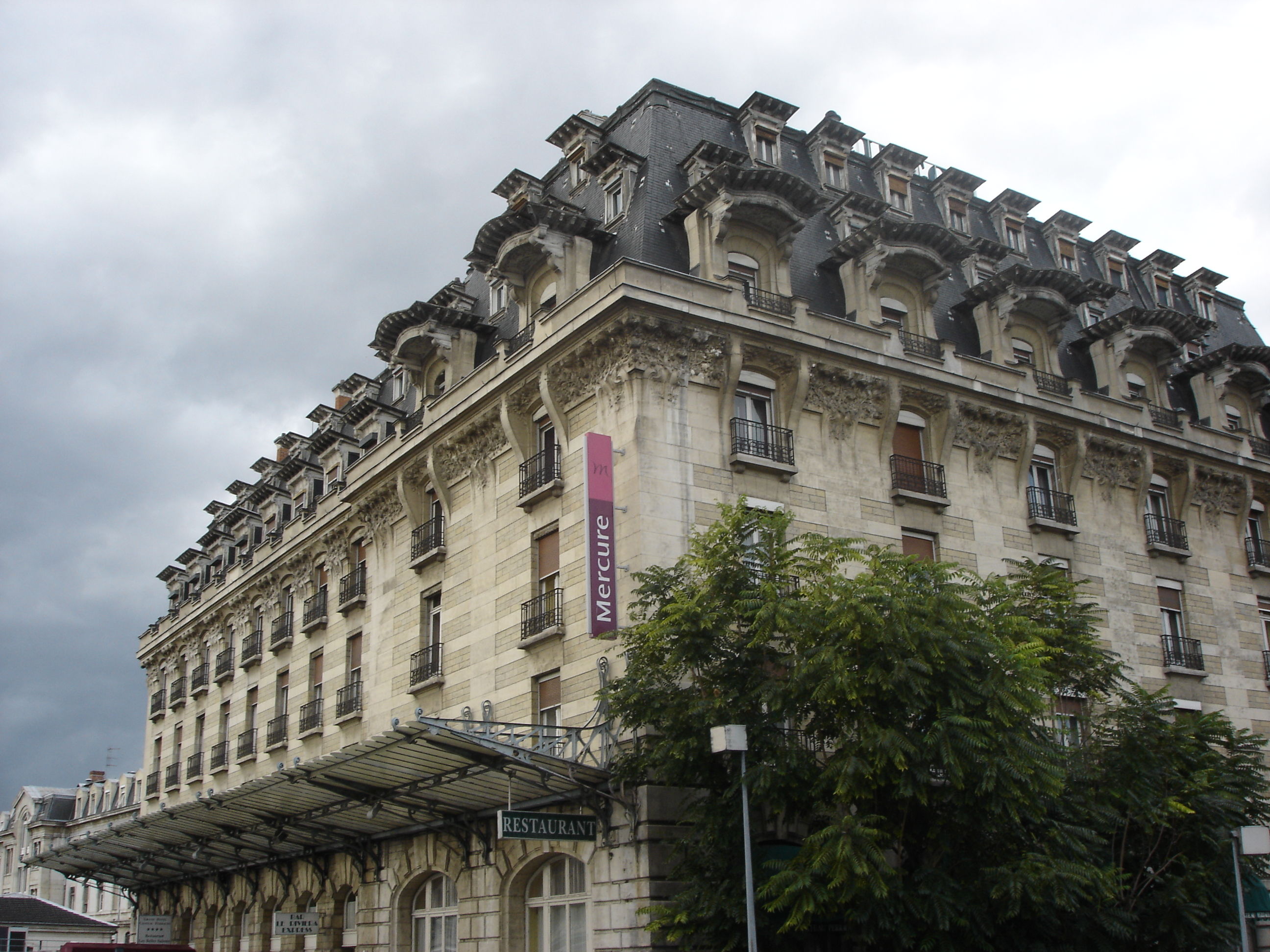

里昂總站酒店（Hôtel Mercure Lyon Centre Château Perrache）是法國城市里昂的一座酒店，隸屬於雅高酒店集團。酒店建築修建於1906年，位於里昂第二區。在第二次世界大戰期間，這座酒店是蓋世太保在里昂的總部。1997年11月24日，這座酒店被列入歷史紀念建築。

## 外部連結
- 官方网站